# Vullierens
Vullierens ist eine politische Gemeinde im Distrikt Morges des Kantons Waadt in der Schweiz.

## Geographie
Vullierens liegt auf 528 m ü. M., 7 km nördlich der Bezirkshauptstadt Morges (Luftlinie). Das Dorf erstreckt sich an einem leicht nach Osten geneigten Hang über dem Tal der Senoge, im westlichen Gros de Vaud im Waadtländer Mittelland.
Die Fläche des 6,8 km² grossen Gemeindegebiets umfasst einen Abschnitt des Gros de Vaud, der Kornkammer des Kantons Waadt. Der Gemeindeboden erstreckt sich von der breiten Talmulde der Senoge westwärts auf das ausgedehnte Plateau von Vullierens und erreicht am Hügel Mont Bournet mit 585 m ü. M. den höchsten Punkt der Gemeinde. Den nordöstlichen Gemeindeteil nimmt das bewaldete Tälchen der Broye (Seitenbach der Senoge, nicht zu verwechseln mit der Broye) ein. Im Süden reicht das Gebiet bis zum Hügel En Ombre (569 m ü. M.) und im Südosten über die Senoge bis auf die Höhe von Saint-Saphorin-sur-Morges (bis 525 m ü. M.). Von der Gemeindefläche entfielen 1997 6 % auf Siedlungen, 9 % auf Wald und Gehölze und 85 % auf Landwirtschaft.
Zu Vullierens gehören der Weiler Gland (534 m ü. M.) nordöstlich an das Dorf anschliessend am Rand des Plateaus sowie einige Einzelhöfe. Die Nachbargemeinden von Vullierens sind im Südosten Aclens, im Süden Echichens, im Westen Hautemorges, im Nordwesten Grancy, im Norden Senarclens und im Nordwesten Gollion.

## Bevölkerung
Vullierens gehört zu den kleinen Gemeinden des Kantons Waadt. Von den Bewohnern sind 92,3 % französischsprachig, 3,2 % englischsprachig und 3,0 % deutschsprachig (Stand 2000). Die Bevölkerungszahl von Vullierens belief sich 1900 auf 514 Einwohner. Nachdem die Bevölkerung bis 1970 auf 333 Einwohner abgenommen hatte, wurde wieder eine leichte Bevölkerungszunahme beobachtet.

## Wirtschaft
Vullierens war bis in die zweite Hälfte des 20. Jahrhunderts ein vorwiegend durch die Landwirtschaft geprägtes Dorf. Noch heute hat der Ackerbau eine wichtige Bedeutung in der Erwerbsstruktur der Bevölkerung. Am westlichen Talhang der Senoge befinden sich mehrere kleine Weinbaugebiete (insgesamt 17 ha). Weitere Arbeitsplätze sind im lokalen Kleingewerbe und im Dienstleistungssektor vorhanden. In den letzten Jahrzehnten hat sich das Dorf zu einer Wohngemeinde entwickelt. Viele Erwerbstätige sind Wegpendler, die vor allem in Lausanne arbeiten.

## Verkehr
Die Gemeinde liegt zwar abseits grösserer Durchgangsstrassen, hat aber gute Verbindung mit den Nachbardörfern. Sie liegt an der Kantonsstrasse von Aclens nach Cottens. Durch einen Postautokurs, der von Morges via Cottens nach Cossonay verkehrt, ist Vullierens an das Netz des öffentlichen Verkehrs angeschlossen.

## Geschichte

Luftbild (1949)

Die erste urkundliche Erwähnung des Ortes erfolgte 1047 unter dem Namen Vuilerens. Später erschienen die Bezeichnungen Wilerens (1049), Willerens (1221), Willereins (um 1250), Wulierens (1263) und Willierens (1345). Der Ortsname geht auf den burgundischen Personennamen Wilihar zurück und bedeutet bei den Leuten des Wilihar.
Vullierens unterstand seit dem Mittelalter den Herren von Cossonay. Seit dem 12. Jahrhundert ist die Adelsfamilie de Vullierens nachgewiesen. 1421 kam das Dorf an die Familie de Colombier, später wechselten die Besitzverhältnisse mehrmals. Mit der Eroberung der Waadt durch Bern im Jahr 1536 kam Vullierens unter die Verwaltung der Vogtei Morges. Nach dem Zusammenbruch des Ancien Régime gehörte das Dorf von 1798 bis 1803 während der Helvetik zum Kanton Léman, der anschliessend mit der Inkraftsetzung der Mediationsverfassung im Kanton Waadt aufging. 1798 wurde es dem Bezirk Morges zugeteilt.

## Sehenswürdigkeiten
Die heutige Pfarrkirche wurde 1733 an der Stelle eines mittelalterlichen Vorgängerbaus errichtet. Südlich des Dorfes steht das barocke Schloss, das in den Jahren 1706 bis 1712 erbaut wurde. Der Hauptbau besitzt zwei niedrigere Seitenflügel und enthält einen Theatersaal. Der Schlossgarten ist bekannt für seine Iriskulturen (rund 500 Arten werden gezeigt), die jeweils im Juni blühen. Im Ortskern sind einige charakteristische Ackerbauernhäuser aus dem 17. bis 19. Jahrhundert erhalten.